# 乌尔扎尔河
乌尔扎尔河  是哈萨克斯坦阿拜州的一条河流。 It has a length of 206 km（128 mi） and a drainage basin of 5,280 km2（2,040 sq mi）.
河流流经乌尔扎尔村，这里是乌尔扎尔区的行政中心。它是流入阿拉科尔湖的三大重要河流之一。 其水域用于灌溉农作物和牧场。

## 地理
乌尔扎尔河发源于塔尔巴哈台山西部的南坡。 它沿着它的路线大致向南移动。 在其上游，它是一条典型的山区河流，在狭窄而深的山谷中流动，频繁多急流。 离开山区后，进入宽阔的巴尔喀什-阿拉科尔盆地，并经过乌尔扎尔村。 其水流速度减慢，信道变宽并形成曲流。 再往下游，它分成臂。 最后到达阿拉科尔湖北部湖岸，靠近Камыскала46°28′14″N 81°32′01″E / 46.47056°N 81.53361°E，即Rybachje村。

这条河的水源部分来自雪，部分来自地下水。 主要支流是左侧的Bazarka河、Kusak河和Karagaila河，右侧是Eginsu河

## 外部连结
- Степной реки широкое раздолье （页面存档备份，存于）

Template:哈萨克河流